# Битва при Хафджи
Битва при Хафджи — первая крупная наземная битва в ходе войны в Персидском заливе (1991).
17 января 1991 года авиация Многонациональных сил начала воздушную наступательную операцию против Ирака. К концу месяца иракская система ПВО была существенно ослаблена, а военно-воздушные силы практически прекратили участие в боевых действиях. Вооружённые силы страны и промышленность несли большой урон от воздушных атак. Такой ход войны не соответствовал планам иракского президента Саддама Хусейна, надеявшегося втянуть коалиционные силы в затяжные наземные бои (по образу ирано-иракской войны) и нанести им достаточные потери для того, чтобы коалиция была вынуждена прекратить войну.

### Подготовка
18 августа 1990 года иракский сверхвысотный самолёт-разведчик МиГ-25 сделал снимки города Хафджи.
Иракское командование спланировало ограниченное вторжение в Саудовскую Аравию, основной целью которого было нанесение максимальных потерь сухопутным силам противника. 15 сентября 1990 года командование иракских ракетных сил начало подготовку плана удара по Хафджи тактическими ракетными комплексами Луна-М. 20 сентября к этим комплексам на территорию Кувейта были завезены 22 баллистические ракеты.
В ночь с 16 на 17 января 1991 года антииракская коалиция начала воздушную операцию. Саудовские солдаты, занимавшие окопы на границе с Кувейтом к северу от Хафджи, после начала войны сразу бросили свои позиции, оставив кучи разбросанной одежды, ботинок и еды. После этого инцидента, на границе по направлению трассы к Хафджи, остались лишь два американских наблюдательных поста — Observation Post 7 (OP 7) и Observation Post 8 (OP 8).
Утром 17 января иракская крупнокалиберная артиллерия обстреляла город Хафджи. Гражданское население начинало покидать город ещё до начала войны, однако, после первых иракских обстрелов, пожарные и полицейские тоже полностью покинули его. Вдобавок, американский журналист CBS News Дэвид Грин стал свидетелем того как саудовские солдаты также начали бегство из города, бросив свои позиции. В результате попаданий артиллерийских снарядов было ранено 4 американских солдата и загорелись 2 нефтехранилища нефтеперерабатывающего завода Рас-эль-Зур возле Хафджи. Дым от пожаров над НПЗ Хафджи стал своеобразным «маяком для ориентирования» пилотов коалиции, которые направлялись в Кувейт. Примерно через полчаса после первого удара, вторым иракским ударом была поражена и загорелась опреснительная установка возле Хафджи. Вдобавок, несколько иракских дрейфующих мин врезались в саудовские нефтяные платформы у побережья.
Ближе к ночи 17 января командующий ракетными войсками Ирака приказал снова нанести ракетные удары по Хафджи. В ночной атаке на саудовскую территорию приняли участие тактические ракетные комплексы Луна-М 2-го и 3-го дивизионов 25-й ракетной бригады и реактивные системы залпового огня Astros II 1-го дивизиона 26-й ракетной бригады. Командование КМП США в 23:00 сообщило о множественных ракетных ударах в районе Хафджи.
21 января американский гарнизон Хафджи совершил артиллерийский налёт по иракским войскам на границе. Ирак запланировал наступление тремя ударными группировками в сторону Хафджи широким фронтом в несколько десятков километров. В полночь с 21 на 22 января иракцы уничтожили саудовский приграничный пост в Нисабе, в нескольких десятков километров западнее Хафджи, недалеко от наблюдательного поста №4 (OP 4). С вечера 23 января и до начала следующего дня американская артиллерия из Хафджи нанесла ответные удары по иракским войскам на границе.
26 января произошёл очередной обмен артиллерийскими ударами. В Хафджи был атакован нефтеперерабатывающий завод Рас-эль-Зур, атака привела к крупномасштабной утечке нефти. В этот же день при столкновении двух американских бронемашин на саудовско-кувейтской границе погибло 3 морских пехотинца и ещё 7 было ранено.
Командование военной операцией по броску на Хафджи получил иракский генерал Салах Абуд Махмуд. Перед её началом, во время время обсуждения с президентом Саддамом Хуссейном, президентский конвой был атакован американскими самолётами F-16. В ходе атаки Саддам Хуссейн не пострадал. Командование коалиции думало что иракская сторона не предпримет никаких наступательных действий.
28 января Ирак начал артиллерийскую подготовку перед наступлением. С кувейтского побережья начали наноситься удары баллистическими ракетами Луна-М. Авиация коалиции попыталась атаковать ракетные установки на побережье, однако иракской зенитной ракетой был сбит штурмовик AV-8B Harrier II КМП США, его пилот капитан Майкл Берриман попал в плен.

### Ход боя
Вечером 29 января, после артиллерийской подготовки иракские силы в количестве примерно 2000 человек при 100 танках перешли кувейтско-саудовскую границу. Американские разведчики отмечали, что во главе отряда к Хафджи ехал иракский танк M60A1 Patton. Иракским танкам  удалось занять приморский город Рас-эль-Хафджи, население которого (ок. 15 тыс.) было эвакуировано накануне начала войны. Захватив город, иракские войска за один день вклинились в оборону противника более чем на 20 км.

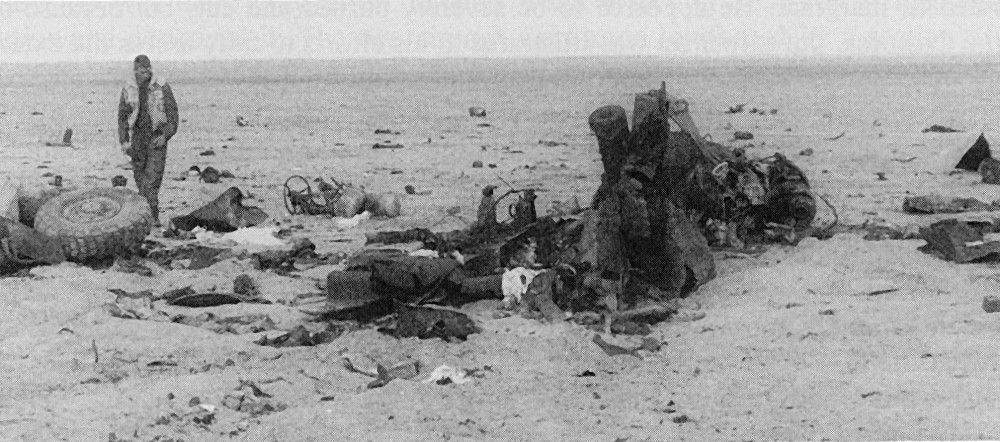
Остатки американского LAV-AT у наблюдательного поста №4. Попадание вызвало детонацию боекомплекта из 16 ракет TOW и машину разорвало на части

Одновременно с ударом по городу, 6-я танковая бригада Ирака вечером 29 января атаковала приграничные посты, которые находились в нескольких десятках километров западнее дороги на Хафджи, с целью отвлечения внимания от основного вектора атаки. Крупный бой произошёл возле наблюдательного поста №4 (OP 4), который оборонялся 26 американскими бронемашинами LAV - 19 пушечными LAV-25 и 7 ракетными LAV-AT. В результате боя с иракской бронетехникой американские бронетанковые силы вынуждены были отступить на 5 км. Одновременно с этим иракские пехотные соединения захватили наблюдательный пост №6 (OP 6). Ситуацию спасала авиация коалиции, нанёсшая множество авиаударов по наступающим войскам. К утру 30 января иракские силы начали отходить с захваченных позиций в этом секторе наступления. По итогам боя американская сторона утверждала, что им удалось уничтожить 22 единицы различной бронетехники, собственные потери американская сторона назвала сначала в 12 убитых и 2 бронемашины, позже цифры уточнили и они поменялись на 11 убитых и 3 уничтоженных бронемашины.
Иракское наступление оказалось неожиданностью для коалиционных сил, но уже с 30 января армия Саудовской Аравии при поддержке бронетанковых подразделений Катара и авиации Многонациональных сил предпринимала попытки отбить город. Первая контратака была отбита иракцами, саудовцы и американские морпехи под иракским огнём были вынуждены отступить. Примечательно, что саудовские части вели наступление на Хафджи, не имея карт собственного города. В одном из случаев иракцам удалось расстрелять из засады колонну саудовских грузовиков, перевозящих ПТРК TOW, две машины сгорело вместе с более чем 50 ракетами, 11 саудовцев были взяты в плен.
На море иракцы попробовали совершить неудачную попытку десанта на быстроходных лодках. 15 лодок было обнаружено и 12 из них были повреждены, либо потоплены.
К концу 30 января иракские силы взявшие Хафджи смогли отбить до 6 контратак сил коалиции, в частности во время второй контратаки иракские танки Т-62 при поддержке другой бронетехники уничтожили около десятка танков и бронемашин коалиции. 31 января к северу от города иракским огнём был сбит самолёт огневой поддержки AC-130 «Ганшип» ВВС США, погиб весь экипаж 14 человек, включая командира майора Пауля Вевера. Вечером в этот день генерал коалиции Халед бин Султан прибыл в освобождённую часть города и организовал пресс-конференцию для 40 журналистов, включая Global News. Конференция проводилась на фоне взрывов ракет и артиллерийских и осветительных снарядов, в результате чего один тяжёлый артиллерийский снаряд попал по конференции.
Только к 1 февраля войскам коалиции наконец-то удалось отбить город. В течение всего сражения в захваченном Хафджи продолжали действовать два разведотряда морской пехоты США, оказавшиеся там в момент начала иракской атаки. При этом морпехам удалось уцелеть не только в окружении иракцев, но и пережить обстрелы ракетами TOW от «дружественного огня» саудовских войск.

### Потери
Потери коалиции
Для США сражение обошлось в 25 убитых, 3 раненых и 2 пленных. Были уничтожены 3 бронемашины (11 убитых), уничтожен 1 грузовик-транспортёр (2 пленных), сбит 1 самолёт (14 убитых). Ещё несколько бронемашин LAV и Humvee были подбиты.
Согласно западным и саудовским данным, Саудовская Аравия и Катар потеряли 18-19 человек убитыми, 36-50 ранеными и 11 пленными. Ранения были довольно тяжёлыми, у многих не хватало 2 или 3 конечностей. Были подбиты десятки бронированных машин. В их числе, по отрывочным сведениям были уничтожены 3 танка коалиции (в том числе не меньше 2 катарских AMX-30) и 10 саудовских бронемашин V-150. Также известно, что были потеряны 3 саудовских единицы другой техники.
По данным Ирака войска коалиции потеряли 88 единиц бронированной техники, в том числе 30 танков и 58 других бронемашин, также иракская сторона заявляла о поражении четырёх вертолётов.
Потери Ирака
Согласно официальным иракским данным потери составили 66 убитыми, 566 пропавшими и 137 ранеными. Из техники было выведено из строя 112 бронированных машин и 20 единиц артиллерии.
Согласно западным данным иракский отряд потерял убитыми 32 человека (по другой оценке — свыше 200 убитых), ранеными 35, уничтожено 30 единиц бронетехники и 463 солдата попало в плен. Приводилось свидетельство пленного иракского солдата о том, что за полчаса налёта коалиционной авиации его бригада понесла бо́льшие потери, чем за восемь лет войны с Ираном.
Также согласно западной версии было повреждено, либо потоплено 12 иракских лодок.

### Реакция в мире
В столице Иордании Аммане 3000 иорданцев вышли на митинг в поддержку действий Ирака, митингующие сжигали флаги США и Израиля и требовали, чтобы иракская армия не остановилась на Хафджи и шла дальше до саудовского города Даммам, который находился в нескольких сотнях километров южнее. Демонстрации в поддержку иракских действий прошли ещё во множестве стран, в том числе Индонезии, Малайзии и Пакистане.

### Последствия
С резервуаров нефтеперерабатывающего завода в Хафджи вытекло 100000 баррелей нефти.
В последующие недели в ходе окончательной зачистки города были взяты в плен несколько десятков укрывавшихся иракских солдат, при этом более 30 солдат коалиции было убито и ранено от неразорвавшихся снарядов, на минах и в перестрелках. Например, 12 февраля на мине-ловушке подорвалась группа из семи сапёров коалиции, в результате подрыва один саудовец погиб и три было ранено.